# Јуриј Белов
Јуриј Белов (рус. Юрий Белов; Кричев, 20. март 1981) је белоруски атлетичар специјалиста у бацању кугле.
Прво велико такмичење на којем је учествовао, било је Светско јуниорско првенство 2000. у Сантијагу де Чиле, где је био шести резултатом 18,83 метра.
Следе Европско првенство 2002. у Минхену и Светско првенство 2003. у Паризу, где није успео проћи квалификације, да би у финалу на Олимпијским играма 2004. у Атини био 6.
Запаженије успехе постигао је на Светском првенству 2007. у Осаки где је био 9. и Олимпијским играма 2008. у Пекингу 10.

## Значајнији резултати
| Датум | Текмичење                    | Место                   | Пласман | Резултат |
| ----- | ---------------------------- | ----------------------- | ------- | -------- |
| 2000  | Светско првенство за јуниоре | Сантијаго де Чиле, Чиле | 6       | 18,83    |
| 2002  | Европско првенство           | Минхен, Немачка         | 15      | 19,43    |
| 2004  | Олимпијске игре              | Атина, Грчка            | 6       | 20,34    |
| 2005  | Универзијада                 | Измир, Турска           | 6       | 19,24    |
| 2007  | Светско првенство            | Осака, Јапан            | 8       | 20,34    |
| 2008  | Олимпијске игре              | Пекинг, Кина            | 10      | 20,06    |
| 2009  | Светско првенство            | Берлин, Немачка         | 21      | 19,75    |

## Лични рекорди
на отвореном
- 21,14 — Минск, 21. мај 2003

у дворани
- 20,28 — Минск, 6. фебруар 2003